# Mansion Musik
Mansion Musik es el quinto álbum de estudio del rapero estadounidense Trippie Redd, fue lanzado el 20 de enero de 2023 a través de TenThousand Projects y Caroline International. El álbum presenta apariciones especiales de Chief Keef, Future, Lil Baby, el difunto Juice WRLD, Travis Scott, Lil Durk, Nardo Wick, Kodak Black, Big30, Lucki, Rich the Kid, Summrs, Fijimacintosh, Rylo Rodriguez, Ski Mask the Slump God, G Herbo, Rob49, DaBaby, Lil B y Kodak Black. Fue producido por Chief Keef y sirve como continuación del álbum anterior de Redd, Trip at Knight (2021).

## Lanzamiento y promoción
A principios de 2023, Redd anunció el título del álbum. El 9 de enero de 2023, reveló que Travis Scott aparecería en una canción al publicar una imagen de una conversación con él en la que los dos discutían detalles sobre su colaboración para el álbum.  Exactamente una semana después, Redd se burló de fragmentos de las respectivas colaboraciones con Travis Scott y Future. Ese mismo día, reveló la lista de canciones del álbum, en el que afirmó que anunciaría su fecha de lanzamiento si su publicación promocional recibiera 80.000 comentarios que dijeran "#MM", sus siglas. El 17 de enero de 2023, fuentes cercanas a Redd revelaron al sitio web de noticias TMZ que el álbum se lanzaría tres días después y Redd les informaría a sus fanáticos más detalles ese mismo día.

## Lista de canciones
| N.º | Título                                      | Producido (s)     | Duración |  |
| 1.  | «Mansion Musik»                             | Bacon and Popcorn | 3:37     |  |
| 2.  | «Atlantis» (con Chief Keef)                 | SJR               | 4:12     |  |
| 3.  | «Psycho» (con Future)                       | Loesoe            | 4:38     |  |
| 4.  | «Fully Loaded» (con Future y Lil Baby)      | Bacon and Popcorn | 2:55     |  |
| 5.  | «Knight Crawler» (con Juice WRLD)           | CB                | 2:57     |  |
| 6.  | «Van Helsing»                               | Bacon and Popcorn | 2:53     |  |
| 7.  | «Dark Brotherhood» (con Lil Baby)           | Bacon and Popcorn | 3:39     |  |
| 8.  | «Free Rio»                                  | Bacon and Popcorn | 2:59     |  |
| 9.  | «Krzy Train» (con Travis Scott)             | Bacon and Popcorn | 3:50     |  |
| 10. | «Muscles» (con Lil Durk)                    | Bacon and Popcorn | 3:11     |  |
| 11. | «Goodfellas» (con Nardo Wick)               | Loesoe            | 2:46     |  |
| 12. | «Killionaire»                               | Bacon and Popcorn | 2:36     |  |
| 13. | «High Hopes» (con Big30)                    | Chopsquad DJ      | 2:53     |  |
| 14. | «Die Die» (con Lucki)                       | UK24              | 3:12     |  |
| 15. | «Who Else!» (con Rich the Kid)              | Bacon and Popcorn | 2:27     |  |
| 16. | «Biggest Bird» (con Summrs)                 | Zodiac            | 2:46     |  |
| 17. | «Hideout» (con Fijimacintosh)               | Loesoe            | 2:50     |  |
| 18. | «Witchcraft» (con Rylo Rodriguez)           | Naddott           | 2:37     |  |
| 19. | «Toilet Water» (con Ski Mask the Slump God) | Bacon and Popcorn | 2:57     |  |
| 20. | «Pure» (con G Herbo)                        | Chopsquad DJ      | 3:14     |  |
| 21. | «Rock Out» (con Chief Keef)                 | Hitmula           | 2:06     |  |
| 22. | «Armageddon» (con Rob49)                    | Bacon and Popcorn | 2:27     |  |
| 23. | «Nun» (con DaBaby)                          | Bacon and Popcorn | 2:33     |  |
| 24. | «Swag Like Ohio Pt. 2» (con Lil B)          | Bacon and Popcorn | 3:00     |  |
| 25. | «Colors» (con Kodak Black)                  | Bacon and Popcorn | 2:44     |  |